# دارخزک قهوه‌ای
دارخزک قهوه‌ای (نام علمی: Certhia americana) نام یک گونه از سرده دارخزک‌ها است.

## نگارخانه

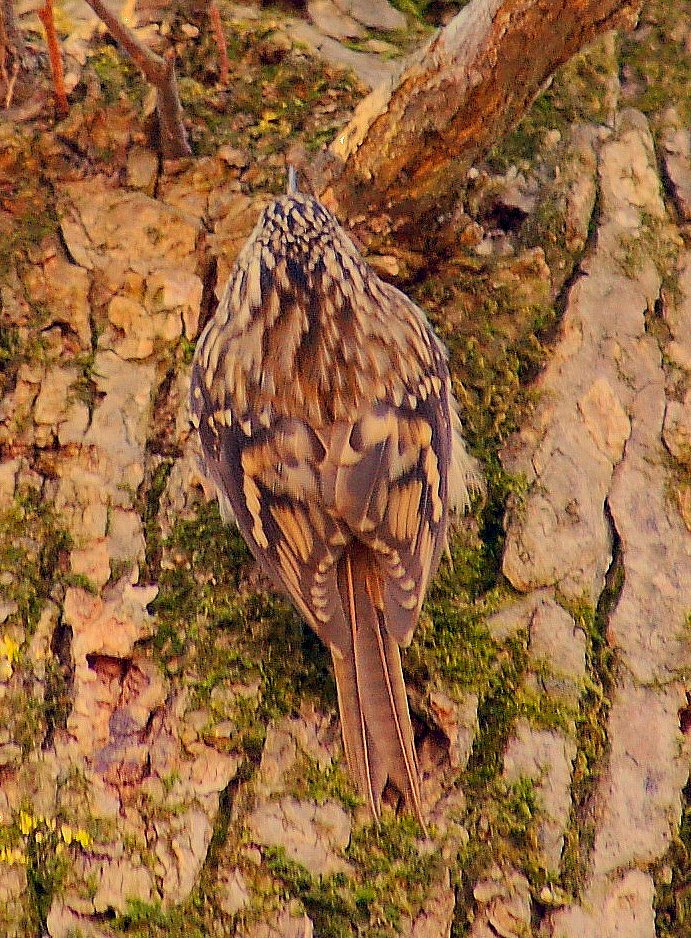
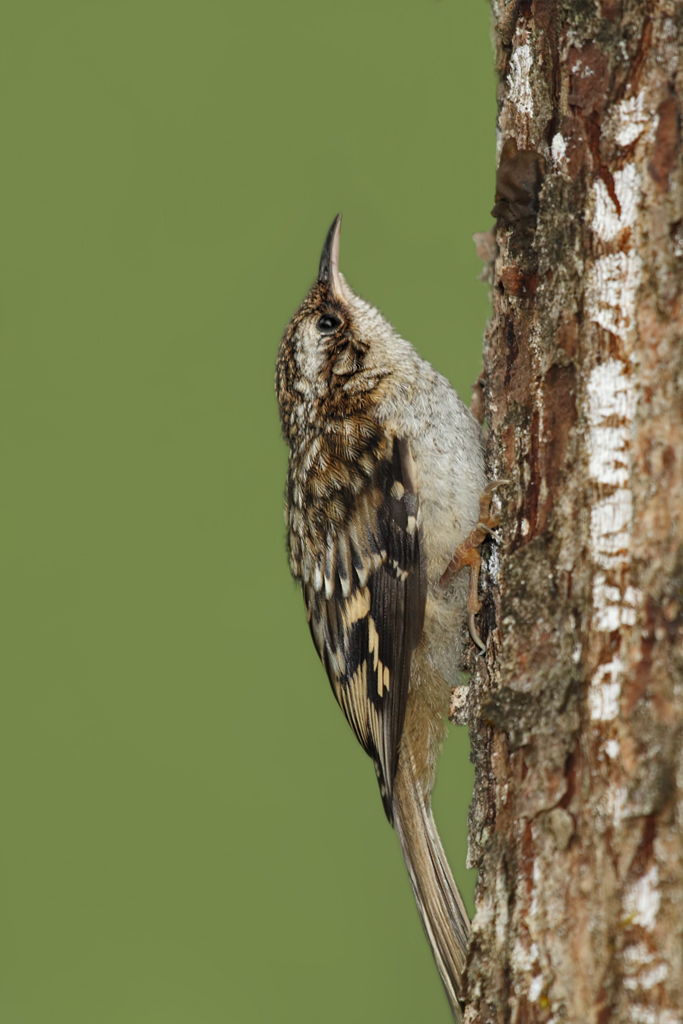